# Alejandra Peniche
Alejandra Peniche Suárez (Chihuahua, 6 de fevereiro de 1964) é uma atriz mexicana. é irmã dos atores Arturo Peniche e Flávio Peniche.

## Filmografia

### Televisão
- Corazón indomable (2013) - Magdalena
- La rosa de Guadalupe (2008) - Amelia
- Vecinos (2007) - Sra. Escamilla
- Rebelde (2004-2006) - Damiana Mitre de Ferrer
- Mujer bonita (2001) - Rebeca
- Mujer, casos de la vida real (2000-2003) - Leonor
- Locura de amor (2000) - Vilma Lara
- Alguna vez tendremos alas (1997) - Yolanda
- Mi pequeña traviesa (1997) - Amalia
- Lazos de amor (1995) - Julieta
- Agujetas de color de rosa (1994) - Gloria
- Cuando llega el amor (1990) - Claudia
- Hora marcada (1990) - Rebeca
- Mi pequeña Soledad (1990) - Eugenia
- La casa al final de la calle (1989) - Laura
- El extraño retorno de Diana Salazar (1988) - Mónica Auseta
- Papá Soltero (1987) - Alejandra
- Cautiva (1986) - Gloria
- Gabriel y Gabriela (1982) - Nora
- Juegos del destino (1981) - Laura
- Cancionera (1980) - Josefina
- Verónica (1979) - Malina